# Katherine Reynolds
Katherine Reynolds (* 14. September 1987 in San Clemente, Kalifornien) ist eine ehemalige US-amerikanische Fußballspielerin, die zuletzt beim NWSL-Teilnehmer Portland Thorns FC unter Vertrag stand.

## Karriere
Von 2006 bis 2009 spielte Reynolds für die Seattle Sounders Women. Anschließend spielte sie in der WPS zwischen 2010 und 2011 für Philadelphia Independence und Atlanta Beat. Im darauffolgenden Jahr wurde die WPS aufgelöst und Reynolds wechselte zu den Western New York Flash in die WPSL Elite, wo sie die Meisterschaft gewinnen konnte. In der Saison 2012/13 spielte sie für den SC Freiburg in der Frauen-Bundesliga und stand dort bei allen ihren Einsätzen in der Startformation. Im April 2013 löste Reynolds ihren Vertrag in Freiburg auf, um in der neugegründeten NWSL zu spielen. Ihr Ligadebüt gab sie dort am 14. April 2013 gegen den Sky Blue FC. Im September 2014 wechselte Reynolds auf Leihbasis bis zum Jahresende zum australischen Erstligisten Newcastle United Jets, ehe sie sich zur Saison 2015 den Washington Spirit anschloss. Zur Saison 2016 wechselte sie im Tausch für Alyssa Kleiner zum Portland Thorns FC.

### Nationalmannschaft
Von 2007 bis 2009 war Reynolds Teil der US-amerikanischen U-23-Mannschaft und kam in sieben Länderspielen zum Einsatz.

## Erfolge
- 2012: Gewinn der WPSL Elite (Western New York Flash).
- 2017: Gewinn der NWSL-Meisterschaft (Portland Thorns FC)